# Jastrubyne
Jastrubyne (ukr. Яструбине) – wieś na Ukrainie, w obwodzie sumskim, w rejonie sumskim, w hromadzie Mykołajiwka. W 2022 liczyła 706 mieszkańców.